# Serie A 1975-1976 (pallavolo maschile)
La Serie A maschile FIPAV 1975-76 fu la 31ª edizione del principale torneo pallavolistico italiano organizzato dalla FIPAV.
Al torneo presero parte sedici squadre, divise in quattro gironi da quattro squadre e poi inserite nei gironi Scudetto e Trofeo Federale. Il titolo andò alla Panini Modena, dopo uno spareggio vinto per 3-0 (15-12, 15-12, 15-5) a Milano il 16 maggio 1976, battendo la Klippan Torino.

## Prima fase

### Girone A

#### Classifica
| Pos. | Squadra              | Pt | G | V | P | SV | SP |
| ---- | -------------------- | -- | - | - | - | -- | -- |
| 1.   | Ariccia Volley Club  | 12 | 6 | 6 | 0 | 18 | 1  |
| 2.   | Denicotin Cesenatico | 6  | 6 | 3 | 3 | 12 | 9  |
| 3.   | Ipe Parma            | 6  | 6 | 3 | 3 | 9  | 12 |
| 4.   | CUS Siena            | 0  | 6 | 0 | 6 | 1  | 18 |

| Ammesse alla Poule Scudetto | Ammesse al Trofeo Federale |

#### Risultati

##### Tabellone
|            | Ariccia | Cesenatico | Parma | Siena |
| ---------- | ------- | ---------- | ----- | ----- |
| Ariccia    | XXX     | 3-1        | 3-0   | 3-0   |
| Cesenatico | 0-3     | XXX        | 3-0   | 3-0   |
| Parma      | 0-3     | 3-2        | XXX   | 3-0   |
| Siena      | 0-3     | 0-3        | 1-3   | XXX   |

### Girone B

#### Classifica
| Pos. | Squadra           | Pt | G | V | P | SV | SP |
| ---- | ----------------- | -- | - | - | - | -- | -- |
| 1.   | Klippan Torino    | 12 | 6 | 6 | 0 | 18 | 4  |
| 2.   | Greslux Modena    | 6  | 6 | 3 | 3 | 10 | 12 |
| 3.   | Lubiam Ancona     | 4  | 6 | 2 | 4 | 8  | 12 |
| 4.   | Novalinea Trieste | 2  | 6 | 1 | 5 | 8  | 16 |

| Ammesse alla Poule Scudetto | Ammesse al Trofeo Federale |

#### Risultati

##### Tabellone
|                    | Ancona | Modena Villa d'Oro | Torino | Trieste |
| ------------------ | ------ | ------------------ | ------ | ------- |
| Ancona             | XXX    | 3-0                | 1-3    | 3-0     |
| Modena Villa d'Oro | 3-0    | XXX                | 1-3    | 3-1     |
| Torino             | 3-0    | 3-0                | XXX    | 3-0     |
| Trieste            | 3-1    | 2-3                | 2-3    | XXX     |

### Girone C

#### Classifica
| Pos. | Squadra          | Pt | G | V | P | SV | SP |
| ---- | ---------------- | -- | - | - | - | -- | -- |
| 1.   | Panini Modena    | 12 | 6 | 6 | 0 | 18 | 7  |
| 2.   | Paoletti Catania | 8  | 6 | 4 | 2 | 16 | 9  |
| 3.   | SPEM Faenza      | 4  | 6 | 2 | 4 | 12 | 13 |
| 4.   | Virtus Aversa    | 0  | 6 | 0 | 6 | 1  | 18 |

| Ammesse alla Poule Scudetto | Ammesse al Trofeo Federale |

#### Risultati

##### Tabellone
|               | Aversa | Catania | Faenza | Modena Panini |
| ------------- | ------ | ------- | ------ | ------------- |
| Aversa        | XXX    | 0-3     | 1-3    | 0-3           |
| Catania       | 3-0    | XXX     | 3-1    | 2-3           |
| Faenza        | 3-0    | 2-3     | XXX    | 2-3           |
| Modena Panini | 3-0    | 3-2     | 3-1    | XXX           |

### Girone D

#### Classifica
| Pos. | Squadra          | Pt | G | V | P | SV | SP |
| ---- | ---------------- | -- | - | - | - | -- | -- |
| 1.   | Giaiotti Ravenna | 8  | 6 | 4 | 2 | 14 | 6  |
| 2.   | Gorena Padova    | 8  | 6 | 4 | 2 | 12 | 7  |
| 3.   | CUS Pisa         | 8  | 6 | 4 | 2 | 12 | 8  |
| 4.   | Gargano Genova   | 0  | 6 | 0 | 6 | 1  | 18 |

| Ammesse alla Poule Scudetto | Ammesse al Trofeo Federale |

#### Risultati

##### Tabellone
|         | Genova | Padova | Pisa | Ravenna |
| ------- | ------ | ------ | ---- | ------- |
| Genova  | XXX    | 0-3    | 0-3  | 0-3     |
| Padova  | 3-0    | XXX    | 3-0  | 3-1     |
| Pisa    | 3-1    | 3-0    | XXX  | 3-1     |
| Ravenna | 3-0    | 3-0    | 3-0  | XXX     |

## Seconda fase

### Trofeo Federale

#### Classifica
| Pos. | Squadra           | Pt | G  | V  | P  | SV | SP |
| ---- | ----------------- | -- | -- | -- | -- | -- | -- |
| 1.   | SPEM Faenza       | 22 | 14 | 11 | 3  | 34 | 15 |
| 2.   | CUS Pisa          | 20 | 14 | 10 | 4  | 36 | 16 |
| 3.   | Novalinea Trieste | 20 | 14 | 10 | 4  | 31 | 21 |
| 4.   | Ipe Parma         | 18 | 14 | 9  | 5  | 31 | 21 |
| 5.   | Lubiam Ancona     | 14 | 14 | 7  | 7  | 29 | 27 |
| 6.   | Gargano Genova    | 8  | 14 | 4  | 10 | 19 | 34 |
| 7.   | CUS Siena         | 6  | 14 | 3  | 11 | 14 | 38 |
| 8.   | Virtus Aversa     | 4  | 14 | 2  | 12 | 13 | 37 |

#### Risultati

##### Tabellone
|         | Ancona | Aversa | Faenza | Genova | Parma | Pisa | Siena | Trieste |
| ------- | ------ | ------ | ------ | ------ | ----- | ---- | ----- | ------- |
| Ancona  | XXX    | 3-0    | 1-3    | 3-1    | 2-3   | 3-2  | 3-0   | 2-3     |
| Aversa  | 3-1    | XXX    | 0-3    | 1-3    | 0-3   | 0-3  | 3-0   | 2-3     |
| Faenza  | 3-1    | 3-0    | XXX    | 3-0    | 3-0   | 3-1  | 3-1   | 3-1     |
| Genova  | 0-3    | 3-1    | 0-3    | XXX    | 2-3   | 3-2  | 3-0   | 1-3     |
| Parma   | 3-0    | 3-0    | 3-0    | 3-1    | XXX   | 1-3  | 3-0   | 1-3     |
| Pisa    | 3-1    | 3-0    | 3-0    | 3-0    | 3-1   | XXX  | 3-0   | 3-0     |
| Siena   | 2-3    | 3-2    | 1-3    | 3-2    | 3-1   | 1-3  | XXX   | 0-3     |
| Trieste | 1-3    | 3-1    | 3-1    | 3-0    | 1-3   | 3-1  | 3-0   | XXX     |

### Poule Scudetto

#### Classifica
| Pos. | Squadra              | Pt | G  | V  | P  | SV | SP |
| ---- | -------------------- | -- | -- | -- | -- | -- | -- |
| 1.   | Panini Modena        | 26 | 14 | 13 | 1  | 39 | 10 |
| 2.   | Klippan Torino       | 26 | 14 | 13 | 1  | 39 | 12 |
| 3.   | Ariccia Volley Club  | 18 | 14 | 9  | 5  | 31 | 24 |
| 4.   | Paoletti Catania     | 14 | 14 | 7  | 7  | 29 | 23 |
| 5.   | Greslux Modena       | 8  | 14 | 4  | 10 | 19 | 32 |
| 6.   | Gorena Padova        | 8  | 14 | 4  | 10 | 19 | 33 |
| 7.   | Giaiotti Ravenna     | 6  | 14 | 3  | 11 | 16 | 35 |
| 8.   | Denicotin Cesenatico | 6  | 14 | 3  | 11 | 12 | 35 |

| Campione d'Italia |

#### Risultati

##### Tabellone
|                    | Ariccia | Catania | Cesenatico | Modena Panini | Modena Villa d'Oro | Padova | Ravenna | Torino |
| ------------------ | ------- | ------- | ---------- | ------------- | ------------------ | ------ | ------- | ------ |
| Ariccia            | XXX     | 3-2     | 3-1        | 2-3           | 3-1                | 3-1    | 3-1     | 2-3    |
| Catania            | 3-0     | XXX     | 3-0        | 0-3           | 3-0                | 3-0    | 2-3     | 1-3    |
| Cesenatico         | 0-3     | 1-3     | XXX        | 0-3           | 3-0                | 3-1    | 3-1     | 0-3    |
| Modena Panini      | 3-0     | 3-1     | 3-0        | XXX           | 3-0                | 3-1    | 3-0     | 3-0    |
| Modena Villa d'Oro | 1-3     | 3-0     | 3-1        | 1-3           | XXX                | 1-3    | 3-1     | 1-3    |
| Padova             | 0-3     | 1-3     | 3-0        | 2-3           | 3-1                | XXX    | 3-1     | 1-3    |
| Ravenna            | 2-3     | 0-3     | 3-0        | 0-3           | 0-3                | 3-0    | XXX     | 1-3    |
| Torino             | 3-0     | 3-2     | 3-0        | 3-0           | 3-1                | 3-0    | 3-0     | XXX    |

## Fonti
- Filippo Grassia e Claudio Palmigiano (a cura di). Almanacco illustrato del volley 1987. Modena, Panini, 1986.
- LegaVolley.it.